# Усачёв, Дмитрий Юрьевич (нейрохирург)
Дмитрий Юрьевич Усачёв (род. 23 августа 1962 года) — российский нейрохирург, академик РАН (2022). Директор НМИЦ нейрохирургии им. Н. Н. Бурденко.

## Биография
В 1985 году — окончил лечебно-профилактический факультет Свердловского государственного медицинского института.
С 1985 по 1993 годы — работал хирургом в различных медицинских учреждениях г. Свердловска.
В 1998 году — защитил кандидатскую диссертацию «Тактика хирургического лечения внутричерепных хордом», в 2003 году — защитил докторскую диссертацию «Реконструктивная хирургия брахиоцефальных артерий при хронической ишемии головного мозга».
С 1993 года — в ФГАУ «НМИЦ нейрохирургии им. академика Н. Н. Бурденко» Минздрава РФ: клиническая ординатура, клиническая аспирантура по специальности «нейрохирургия», клиническая докторантура по специальности «нейрохирургия», с 2002 года — старший научный сотрудник 4-го нейрохирургического отделения, с 2004 года — руководитель группы «Реконструктивная хирургия магистральных артерий головного мозга» на базе 4-го нейрохирургического отделения (эндоваскулярная нейрохирургия) НМИЦ нейрохирургии. С 2006 года — заместитель директора Центра по научной работе. С 2019 года — и. о. директора, с 2020 года — директор.
В 2016 году — избран членом-корреспондентом, в 2022 году — академиком РАН от Отделения медицинских наук.

## Научная деятельность
Специалист в области нейрохирургии.
Создатель научной школы, посвященной проблемам хирургического лечения хронической церебральной ишемии.
Под его руководством защищены 3 докторских и 8 кандидатских диссертаций.
Автор 227 научных работ, из них — 10 монографий и глав в двух монографиях, 66 докладов на конференциях, 31 — тезисы докладов, 1 патент.
Автор и соавтор различных трудов, в том числе:
- «Двадцатилетний опыт хирургического лечения стенозирующей и окклюзирующей патологии брахиоцефальных артерий в ФГАУ „Национальный медицинский исследовательский центр нейрохирургии им. акад. Н. Н. Бурденко“»;
- «Клинические рекомендации хирургическое лечение стенозирующих поражений магистральных артерий головного мозга в условиях нейрохирургического стационара»;
- «Мониторинг послеоперационных осложнений в нейрохирургической клинике»;
- «Каротидная эндартерэктомия у больных с симптоматическими окклюзиями противоположной внутренней сонной артерии»;
- «Хирургическое лечение пациентов с патологическими извитостями экстракраниального отдела внутренних сонных артерий»;
- «Хирургическое лечение больных с хронической церебральной ишемией, обусловленной окклюзиями общих сонных артерий», «Одномоментное использование прямого и эндоваскулярного методов для реконструкции окклюзированного брахиоцефального ствола»;
- «Стенозирующие и окклюзирующие поражения магистральных артерий головного мозга»;
- «Использование мультимодального нейромониторинга в реконструктивной хирургии артерий каротидного бассейна»;
- «Хирургическое лечение больных с окклюзирующими и стенозирующими поражениями брахиоцефальных артерий»;
- «Детский инсульт. Реваскуляризирующие и реконструктивные операции у детей с цереброваскулярной патологией» и другие.

Член редакционных коллегий журналов «Вопросы нейрохирургии», «Голова и шея».
Член президиума Высшей аттестационной комиссии при Министерстве образования и науки РФ, член аттестационной комиссии по разделу «хирургия» при Министерстве здравоохранения РФ, член диссертационного совета.
С 2010 года — член правления, затем — президент Ассоциации нейрохирургов России.

## Награды
- Медаль ордена «За заслуги перед Отечеством» II степени (28 ноября 2022 года) — за заслуги в области здравоохранения и многолетнюю добросовестную работу[1]

## Из библиографии

### Книги
- Детский инсульт. Реваскуляризирующие и реконструктивные операции у детей с цереброваскулярной патологией / Е. В. Шевченко, Д. Ю. Усачев, О. Б. Белоусова [и др.]. — Москва : Т. А. Алексеева, 2017. — 165, [2] с. : ил., табл., цв. ил.; 25 см; ISBN 978-5-905221-18-7 : 500 экз.

### Диссертации
- Усачёв, Дмитрий Юрьевич. Тактика хирургического лечения внутричерепных хордом : автореферат дис. … кандидата медицинских наук : 14.00.28 / НИИ нейрохирургии. — Москва, 1998. — 22 с.
- Реконструктивная хирургия брахиоцефальных артерий при хронической ишемии головного мозга : диссертация … доктора медицинских наук : 14.00.28 / Усачёв Дмитрий Юрьевич; [Место защиты: Научно-исследовательский институт нейрохирургии РАМН]. — Москва, 2003. — 377 с[2].

### Под его редакцией
- Ключевые показатели качества работы нейрохирургической клиники / А. Г. Назаренко, Н. А. Коновалов, С. В. Таняшин [и др.]; под редакцией член-корр. РАН, профессор Д. Ю. Усачёва ; НМИЦ нейрохирургии им. акад. Н. Н. Бурденко. — Москва : Перо, 2021. — 368 с. : ил., табл., цв. ил., портр.; 21 см; ISBN 978-5-00-189225-0 : 300 экз.